# Хуан Карлос Плата
Хуан Карлос Плата (ісп. Juan Carlos Plata, нар. 1 січня 1971, Гватемала) — гватемальський футболіст, що грав на позиції нападника за клуб «Мунісіпаль» та національну збірну Гватемали.

## Клубна кар'єра
У дорослому футболі дебютував 1990 року виступами за команду «Мунісіпаль», кольори якої й захищав протягом усієї своєї кар'єри гравця, що тривала двадцять один рік. Протягом більшої частини кар'єри був основним гравцем атакувальної ланки команди й одним із її головних бомбардирів. Забивав щонайменше 15 голів у 13 різних сезонах, а найкращий за результативністю сезон (33 забитих голи) провів у 35-річному віці. Загалом за кар'єру став п'ятнадцятиразовим чемпіоном Гватемали і п'ять разів вигравав Кубок Гватемали. 
На момент завершення кар'єри був найкращим бомбардиром в історії гватемальської футбольної першості.

## Виступи за збірну
1996 року дебютував в офіційних матчах у складі національної збірної Гватемали.
У складі збірної був учасником п'яти розіграшів Золотого кубка КОНКАКАФ — 1996, 1998, 2000, 2002 і 2003 років.
Загалом протягом кар'єри в національній команді, яка тривала 15 років, провів у її формі 87 матчів, забивши 35 голів. Посідає друге місце за кількістю голів у складі збірної Гватемали після Карлоса Руїса.

## Титули і досягнення

### Командні
- Чемпіон Гватемали (15):

«Мунісіпаль»: 1992, 1994, Апертура 2000, Клаусура 2000, 2001, Клаусура 2002, Апертура 2003, Апертура 2004, Клаусура 2005, Апертура 2005, Клаусура 2006, Апертура 2006, Клаусура 2008, Апертура 2009, Клаусура 2010
- Володар Кубка Гватемали (5):

«Мунісіпаль»: 1994, 1995, 1998, 2003, 2004

### Особисті
- Найкращий бомбардир чемпіонату Гватемали (2):

1996, 2005